# いかけ屋

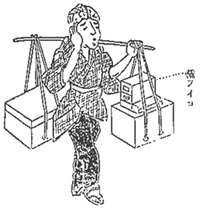
いかけ屋（『守貞謾稿』より）

『いかけ屋』（いかけや）は、上方落語の演目。『いかけや』『鋳掛屋』とも表記される。一部が共通する演題である『山上参り』（さんじょうまいり）についても記述する。
いかけ屋（道端で店を出し、壊れた鍋、釜などの鋳物製品を溶接によって修理する業者）と町場の悪童たちとのやりとりを描いた噺。いかけ屋は溶接の際ふいごを用いるが、ふいごのおもしろさから子どもたちにからかわれてしまって仕事にならない。前半はいかけ屋が主人公であるが、後半はうなぎ屋が主人公となる。『いかけ屋』の演題は、2代目桂春団治が、前半のいかけ屋と悪童との絡みを得意としたことから、演目全般をそのように呼ぶようになったとされる。佐竹昭広・三田純一編著の『上方落語』上巻では「普通は『鋳掛屋』だけを独立して演じる」とし、収録された口演では、いかけ屋と悪童の絡みの後、悪童たちがうなぎ屋をからかいに行こうと呼びかけたところで「悪いやつばっかりが集まりまして、またぞろ、鰻屋を泣かします。おなじみ、鋳掛屋というお笑いでございます」と噺を切り上げる形になっている。
落ち（サゲ）の部分は『山上参り』と同じで、前田勇は「3代目笑福亭松鶴（竹山人）は『山上参り』と題する噺をしたというから、もと独立した噺であったか」とする。「山上参り」とは、山伏に似た服装をしているが山伏ではなく、大峰山の奥の院に当たる蔵王権現へ参詣する旅行者を指した呼び名である。

## あらすじ

### いかけ屋と悪童
いかけ屋が商売の準備のため、火を起こしているところに、近所の悪童たちが「いかけ屋のオッタァーン」と奇声をあげてやってくる。悪童たちはいかけ屋を取り囲み、「オッタン。そのプウプウ火ィ起こしてンのは、どういう目的や?」と問う。いかけ屋が「カネを湯ゥに沸かしてる（いかけに使う金属を溶融している）んや」と答えると、ある子は「オッタン、造幣局か?」などと言ってとぼける。悪童たちはほかにも「あんさんは、細君（妻）がおわすか?」「お子さんは若子（わこ）さん（＝男の子）でやっか?  姫御前（ひめごぜ＝女の子）でやっか?」などと、次々と下らない質問をしてからかっては、いかけ屋の反応を楽しむ。
そこへさらに「悪ガキの大将」と称される少年が来て「こら、おやじ!」。いかけ屋は気にさわり、「そういうものの言い方するもんやないで。もっと『おっちゃん』とか『オッタン』とか、可愛らしゅう言わんかい」と叱るが、悪ガキの大将は「何ぬかしやがンねん。このヘタ」と平気なものである。「人間にヘタがあってたまるかい。何の用じゃアホンダラ」と、いかけ屋が聞けば、悪ガキの大将は「石ほじくる（または「塀に穴あける」）さかい、カナヅチ貸せ」という。「そんなもんに貸せるかい。貸したる代わりにな、家帰って、おのれとこの鍋釜の底に、ボーンボーンと、穴あけて来い!」「そんなことしたら、お父っつぁん、お母ん、怖いがな」「それくらいのこともできんで、一人前の悪さになれるか。おっちゃんがおまえらの頃は、カナヅチ持って、よう鍋釜の底に穴あけとったわい」「ははあ、そンで、大きゅうなって（成長して）直しに回ってんのンか」。いかけ屋は完全にやり込められる。
「貸せ。貸せ言うとんのじゃい。貸さんかったら火ィ消すぞ」「おっちゃんが苦労しておこした火、どないして消すねん」「へへへ。ションベン（小便）で消したろか」「ぬかしやがったなこのガキ。消せるもんやったら消してみい」「ああ。何でもないこっちゃ。おい、市松ちゃんに、虎ちゃんに、みな来い。みな来い」悪童たちは炉に向かって、一斉に小便を始める。
「あああ、ホンマに消しやがった!」
いかけ屋の嘆きをあとに悪童たちは次の標的、うなぎ屋をめざして駆けて行くのであった。

### うなぎ屋と山上詣り
屋台のうなぎ屋は、悪童たちを見つけるなり「こらっお前やな。この間、値札を張り替えた奴は。看板を『ヘビ屋』に書き換えたんはお前か。おい、タレに指を突っ込むな」と叱るのに忙しい。そこへ山伏のような服装をした男が現れ、「うなぎ君、君の持っているのは何かね」「どうぞ、なぶらんように。これはウチワですが」「何、ウチワ? そらおかしいなあ、ここは外じゃ。外なら『ソトワ』、いうのじゃないか。ぐうとでもいえますか」「へえ。ぐう」「ああ、静かにしなされ、さいなら」
子供ばかりか、大人にまでからかわれたうなぎ屋が悔しがっていると、居合わせた人が「お前そんなら、『お前山伏か。山伏なら、山行け間抜けが。里歩いたらサトブシやないか』。こう言うたれ」と言う。うなぎ屋が男を追いかけて「山伏なら、山行け」と言うと「わしゃ、山伏やない」と言う。続きが言えなくなったうなぎ屋はとっさに質問する。
「ほんならそのナリ（服装）はなんじゃい」「わしゃ、山上詣りや」「ああ。……よろしゅうお参り」（山で行き交う参詣人同士の挨拶のパロディ）。

## バリエーション
うなぎ屋の場面のサゲは、山伏にかけて「道理でホラを吹きやがった」というものもある（ホラガイとほら話をかけている）。